# Шереметевский, Владимир Петрович

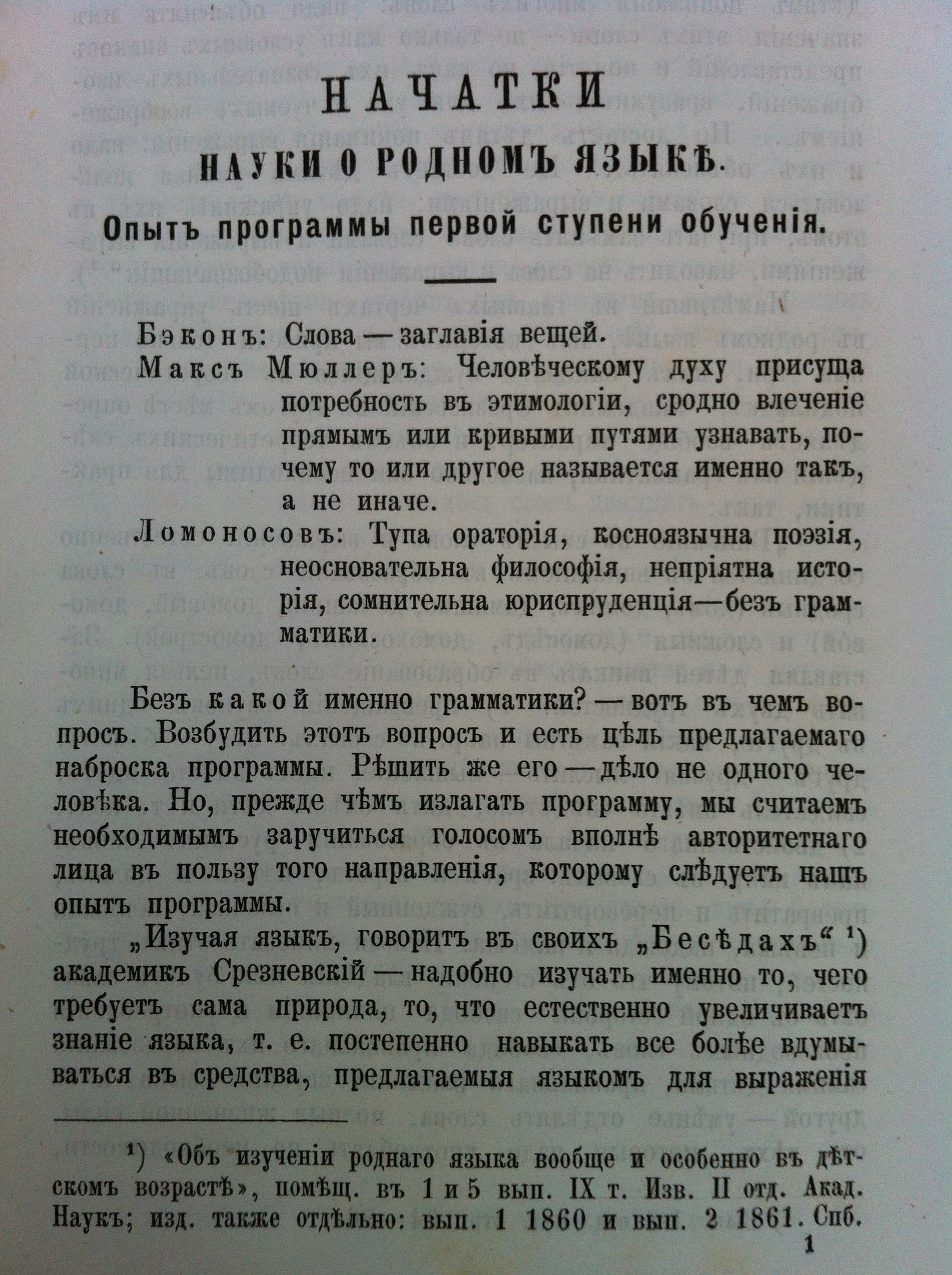
Начатки науки о родном языке в «Филологических записках»

Владимир Петрович Шереме́тевский (14 (26) июля 1834, Москва — 15 (27) июня 1895, Москва) — российский педагог, филолог, методист русского языка и литературы; действительный статский советник.

## Биография
Родился в Москве 14 (26) июля 1834 года в семье Петра Васильевича Шереметевского (1806—1879), известного как автор «Истории основания и открытия императорского московского Воспитательного дома», в сиротском училище при котором (потеряв своего отца, Василия Ивановича Ватагина, в год своего рождения) он воспитывался на средства Марии Петровны Шереметевой, откуда и получил фамилию.
В 1853 году окончил курс 2-й московской гимназии с золотой медалью и без экзамена был принят на историко-филологический факультет Московского университета, после окончания которого в 1857 году преподавал русскую словесность в гимназиях Москвы. Сначала в родной 2-й гимназии состоял учителем русского языка и словесности (30.11.1858—30.7.1866), а потом — инспектором этой же гимназии (30.7.1866—1.7.1870). Вслед за тем он был преподавателем в Московской учительской семинарии военного ведомства (до её закрытия в августе 1885 года), 6-й московской гимназии, Николаевском женском училище и учителем педагогики, дидактики и методики русского языка в частной женской гимназии 3. Д. Перепёлкиной (1884—1895). Кроме того, в течение нескольких лет читал лекции по методике преподавания русского языка на Педагогических курсах при Обществе воспитательниц и гувернанток. Обучал искусству декламации на драматических курсах П. Д. Боборыкина. Организовал комиссию преподавателей русского языка при Ученом отделе Общества распространения технических знаний.
Умер 15 (27) июня 1895 года. Был похоронен на Ваганьковском кладбище вместе с братом Фёдором Петровичем (ум. 1891) и племянницей Надеждой Фёдоровной (ум. 1920).

## Педагогическая концепция
Основной целью преподавания русского языка и литературы считал умение владеть живой речью. В статье «Начатки науки о родном слове», опубликованной в 1881 году в журнале А. Хованского «Филологические записки», сформулировал программу первоначального обучения языку в гимназиях, ведущим направлением которой считал этимологическую работу. Предложил оригинальную систему практических упражнений, главная задача которых состояла в привлечении учащихся к работе над «корнесловием». Не отрицая пользы теоретических знаний на элементарной ступени школы, выступал сторонником практического изучения языка, наблюдений над речью. В программе Шереметевского можно увидеть элементы проблемного обучения.
Наиболее значительным трудом Шереметевского стало «Слово в защиту живого слова в связи с вопросом об объяснительном чтении», где он обосновал объяснительное чтение как особое звено в комплексе языковых занятий, а также предложил ряд приёмов и способов учебной работы, избегая зубрежку и заучивание и превращая уроки чтения в школу «живого слова» — вдохновенной передачи предмета. Диалог между учащимися и учителем не должен стать монологом учителя, а превратиться в эвристический процесс добывания знаний.
Технологическую основу преподавания Шереметевский видел в сохранении целостного впечатления от прочитанного и фокусировке внимания на восприятии учащимися этапов изучения произведения.

## Научные сочинения
- Начатки науки о родном языке
- Слово в защиту живого слова в связи с вопросом об объяснительном чтении
- Сочинения Владимира Петровича Шереметевского. — М., 1897

## Семья
Его сын Владимир Владимирович Шереметевский (1863—1943) — известный историк, архивист, сотрудник Московского архива министерства юстиции, автор-составитель «Провинциального некрополя».

## Источник
- Шереметевский Владимир Петрович // Российская педагогическая энциклопедия — М: «Большая Российская Энциклопедия». Под ред. В. Г. Панова. — 1993.